# Sisyropa disparis
Sisyropa disparis är en tvåvingeart som först beskrevs av Henry J. Reinhard 1959.  Sisyropa disparis ingår i släktet Sisyropa och familjen parasitflugor.
Artens utbredningsområde är Arizona. Inga underarter finns listade i Catalogue of Life.